# Slavnik
Slavnik (cyr. Славник) – wieś w Serbii, w okręgu jablanickim, w gminie Bojnik. W 2011 roku liczyła 101 mieszkańców.